# Pseudoplatystoma
Pseudoplatystoma são um género zoológico de peixes siluriformes de água doce da família de los pimelódidos, nativos de América do Sul.
Habitam grandes rios onde eles preferem os canais principais e tendem a ficar no leito na profundidade máxima, mas também podem ser vistos em lagos ou florestas inundadas. São carnívoros, grandes predadores, alimentam-se principalmente de exemplares juvenis de outras espécies.
A semelhança dos outros siluriformes, tem a pele lisa (peixe de couro), e apresentam três pares distintos de barbetes, dois ao longo do queixo, e um, de grande comprimento, nos lados do maxilar superior.
Apreciados pelo seu valor gastronómico, nos últimos anos, têm estado atingidos pela pesca predatória e ameaçados pela alteração de seu hábitat pela construção de barragens hidrelétricas.

## Espécies
- Pseudoplatystoma corruscans (Spix & Agassiz, 1829)
- Pseudoplatystoma fasciatum (Linnaeus, 1766)
- Pseudoplatystoma magdaleniatum (Buitrago-Suárez & Burr, 2007)
- Pseudoplatystoma metaense (Buitrago-Suárez & Burr, 2007)
- Pseudoplatystoma orinocoense (Buitrago-Suárez & Burr, 2007)
- Pseudoplatystoma punctifer (Castelnau, 1855)
- Pseudoplatystoma reticulatum (Eigenmann & Eigenmann, 1889)
- Pseudoplatystoma tigrinum (Valenciennes, 1840)